# Giles Glacier
Giles Glacier är en glaciär i Antarktis. Den ligger i Västantarktis. Chile gör anspråk på området. Giles Glacier ligger 2 125 meter över havet.
Terrängen runt Giles Glacier är mycket bergig. Trakten är obefolkad. Det finns inga samhällen i närheten. 